# あずま京太郎
あずま 京太郎（あずま きょうたろう）は、日本の漫画家。日本アニメ・マンガ専門学校の2011年度卒業生である。
第17回シリウス新人賞で準入選を受賞。2011年に『セイクリッドセブン』でデビューを果たす。2025年には漫画を担当している『バーサス』が第49回講談社漫画賞少年部門を受賞。

## 作風
「緻密な筆致と大胆な構図で、迫力ある画面作り」が特徴。

## 作品リスト

### 漫画作品
- 『セイクリッドセブン』講談社〈シリウスKC〉全4巻（原作：矢立肇、『月刊少年シリウス』2011年9月号[5] - 2012年10月号[6]） - アニメのコミカライズ[5]。
- 『サクラブリゲイド』講談社〈シリウスKC〉全7巻（原作：日向寺明徳、『月刊少年シリウス』2014年6月号[4] - 2017年3月号[7]）
- 『THE KING OF FIGHTERS 〜A NEW BEGINNING〜』講談社〈シリウスKC〉全6巻（原作：SNK、『マガジンポケット』2018年1月1日[8] - 2020年8月10日[9]、並びに『月刊少年シリウス』2018年4月号[10] - 2020年12月号[11]） - ゲームのコミカライズ[8]。
- 『テンカイチ 日本最強武芸者決定戦』講談社〈ヤンマガKC〉既刊11巻（原作：中丸洋介『ヤングマガジンサード』2021年Vol.2[12] - 2021年Vol.5[13]→『月刊ヤングマガジン』2021年6月号 - ） - 合併に伴い移籍[13]。
- 『THE KING OF FIGHTERS 外伝 ―炎の起源― 真吾、タイムスリップ！ 行っきまーす！』講談社〈シリウスKC〉全2巻（原作：SNK、『水曜日のシリウス』2021年7月19日[14] - 2022年6月6日[15]）
- 『バーサス』講談社〈シリウスKC〉既刊4巻（原作：ONE、構成：bose、『月刊少年シリウス』 2023年1月号[16] - ）

### その他
- 『月刊少年シリウス』創刊8周年全連載作品集合ポスター（『月刊少年シリウス』2013年7月号[17]）